# Семёнов, Евгений Владимирович
Евге́ний Влади́мирович Семёнов (анг. Evgeny Semyonov; род. 3 июля 1960 г. в г. Первоуральске Свердловской области) — российский художник-концептуалист, теоретик искусства, коллекционер, входит в круг московского концептуализма. Почётный академик Российской Академии художеств. Стипендиат гранда Kultur Kontakt в Вене (1994/1995). Номинант Премии Кандинского (2010 год, номинация «Проект года»), лауреат премии имени К. С. Петрова-Водкина в сфере современного изобразительного искусства. В 2021 году награжден Золотой медалью Российской академии художеств (РАХ). По рейтингу The Art Newspaper Russia 2014 и 2015, 2021 года входит в топ 50 и 40 самых дорогих современных российских художников.

## Биография
Родился в городе Первоуральске Свердловской области. В 1968 поступает в художественную школу. Юное дарование, увлекшись скульптурой, посылает свои первые работы для поступления в Московскую среднюю художественную школу при Московском Государственной художественной институте имени В.И. Сурикова Академии художеств СССР (МСХШ).  В 1972 г. семья решает переехать в Москву, чтобы дать возможность маленькому художнику продолжить обучение и получить профессиональное образование. В следующем году Евгений поступает в лицей (МСХШ) при институте им. Сурикова на скульптурное отделение. Но вскоре переводится на живописное отделение (заканчивает в 1978 году), где знакомится с детьми известных деятелей культуры, бывая у них дома, соприкасается с культурой не представленной в широком доступе.
В 1976 году в результате увлечения кинематографом решает стать кинорежиссёром и поступает в театральную студию при Народном театре дк ЗИЛ. Обучается актёрскому мастерству, как актёр участвует в театральных постановках, сам ставит спектакли. С 1977 по 1979 гг. проходит заочное обучение в Народном Университете Искусств, посещает подготовительное отделение филологического факультета МГУ.
Увлекается литературной деятельностью: пишет стихи, рассказы и сценарии.
В 1980 г. поступает на режиссёрское отделение ВГИКа, где его педагогами являются: Людмила Волкова, Глеб Скороходова, Паола Волкова и другие преподавателей. Но после 3-го курса покидает ВГИК и решает вновь возобновить занятия рисованием.
В середине 80-х годов художник создает свои первые концептуальные работы.
Много времени уделяет выставкам неофициального искусства, во время которых знакомится с актуальными художниками, музыкантами и искусствоведами: Виталием Комаром и Александром Меламидом, Дмитрием Плавинским, Александром Харитоновым и другими.
В 1991 г. начинает сотрудничать с галереей Стюарта Леви в Нью-Йорке (The Stuart Levy Gallery), где проходит первая персональная выставка.
1992 Возвращается в Москву. Работает над серией «Домино». Первые опыты искусствоведческой и коллекционерской деятельности.
1993 Участвует в выставке «Национальные традиции и постмодернизм», ГТГ. Для книги Чарльза Дженкса «Постсоветское искусство и архитектура» пишет статью «Две выставки». Работает над проектом «Миниатюры Соколова». Презентация его в ЦДХ и ГТГ. Увлекается австрийским искусством, едет в Австрию.
1994—1995 В рамках стипендии Kultur Kontakt работает в Вене совместно с группой «Медицинская герменевтика». Представляет проект «Времена года».
1995—1996 Продолжает работу над проектом «Живая математика». Выставка «Мы и другие комиксы» в ЦДХ.
1996 Работает во Франции, Германии, Бельгии, Нидерландах.
1996—1998 Начинает сотрудничать с галереей Гельмана. Работает над проектом «Библейские сцены», создает выставочный проект «Семь библейских сцен» для галереи Марата Гельмана. Участвует в международной ярмарке «Арт Москва».
1999 Работает над проектом «Будущее сейчас» и выставкой для галереи М. Гельмана.
2000 Участвует в проекте М.Гельмана «Динамические пары», ЦВЗ Манеж, а также в масштабной выставке и издании к 10-летию Галереи Марата Гельмана «Искусство против географии», Мраморный дворец, ГРМ. В книге выходит статья В.Курицына "В ожидании великого дауна. Граница сознания. Евгений Семенов." Русский музей покупает работы в свое коллекцию.
2001 Работает над проектом «Возвращение навсегда» который представлен в рамках международной ярмарки "Арт Москва". Совместно с искусствоведом Алексеем Расторгуевым. Находится в собрании Третьяковской Галереи.
2001—2006 Занимается научной и коллекционерской деятельностью. Формирует собрание современного и антикварного искусства.
2003—2005 Вместе с актёром С.Колесниковым создает музыкальную группу «Хабитус». Выпускает музыкальные альбомы. Занимается архитектурными проектами.
2007 Возобновляет художественную деятельность и продолжает работу над проектами «Живая математика» и «Этикетки».
2008 Работает над проектом «Русская идея и другие».
2009 Сотрудничает с галереей Екатерины Ираги. Работы участвуют в продажах аукционных домов Бонамс, Сотбис, Филипс де Пьюри.
2009 Создает совместный проект с Аркадием Насоновым «Диктатура формы или правильные виды». VS STUDIO Галерея Веры Погодиной.
2010 Номинирован на «Премию Кандинского» с проектом «Живая математика». Государственная Третьяковская Галерея и Государственный Центр Современного Искусства включают работы Евгения Семенова в свои коллекции.
2011 Начинает сотрудничать с «Крокин галереей». Участвует в групповых выставках. Работает над проектом «My Privacy» в рамках программы ГЦСИ «Коллекции художников» и представляет проект «Recyclyng Church» в «ERA foundation».
2012—2013 Работает над проектом «12 спрятанных художников. Сны героев» и готовит выставку для «Крокин галереи». Участвует в выставках «Натюрморт. Метаморфозы» и «Украшение красивого», ГТГ, в выставке «Новых поступлений», ГРМ, в выставке «Icons», Пермский музей современного искусства и Креативный центр «Ткачи» (Санкт-Петербург), в выставке «Рождённые летать и ползать», Государственный Русский музей, показывает проект «Анатомический театр» в рамках последней международной ярмарки «Арт-Москва» .
2014 −2015 Участвует в выставках «Открытки от художников», Литературный музей (Москва), «Zoo», Зоологический музей (Москва), «Детство», Открытая галерея (Москва). Работает над проектом «Ода К Радости (Angry Birds прилетели)» произведения из которого входят в состав коллективной выставки и аукциона современного Русского искусства в Лондоне «Cartoon-Like», Участвует в масштабном арт-проекте, посвящённом 100-летию Первой мировой войны – выставке «Забытая война (комментарии)», Большое Винохранилище, Центр современного искусства ВИНЗАВОД. Организованной творческим Союзом Художников России, Академией Художеств при поддержке Министерства культуры РФ.
2015 Разрабатывает идею научно-выставочного проекта «ВОКРУГКВАДРАТА ИЛИ В ОЖИДАНИИ ГЕРОЯ», посвященному 100-летию создания «Черного квадрата» и открывает выставку в Музейно-выставочном комплексе Российской Академии Художеств (Москва). Работает над проектом «Музей художественной биологии», который демонстрируется на выставке «Реверс Точка Азия / Reverse Point Asia» в музее-заповеднике «Царицыно» в рамках программы специальных проектов 6-й Московской международной биеннале современного искусства.
2016 Выставляет специальный проект для программы «Ночь в музее» в помещении Российской Академии Художеств «Что бы это значило. Книга жалоб и предложений». В честь открытия музея современного искусства в Ярославле открывает выставку посвященную юбилею «Черного квадрата» Малевича, готовит план развития.  Разрабатывает концепцию проекта «Крым. Моделирование утопии.». С этого года начинает участвовать в Межрегиональном  академическом исследовательском проекте «Красные ворота»/«Против течения» в рамках федерального проекта «Творческие люди» национального проекта «Культура». Передвижная выставка экспонируется в Саратове, Тольятти, Уфе, Казани, Москве.
2017 Работает над проектом «Превращение этического в эстетическое», участвует в выставке «EVOLUTION/РЕВОЛЮШН/REVISION» в музее-заповеднике «Царицыно» которая проходит в рамках параллельной программы 7-й Московской международной биеннале современного искусства. Участвует в ежегодном юбилейном проекте Веры Погодиной «Открытки от художников», Музей архитектуры имени А. В. Щусева.
2018 Принимает участие в проекте «Нетрафаретная печать. Московская студия шелкографии 1990-е». ГЦСИ «Арсенал», Нижний Новгород.
2019 Участвует в групповой выставке «Сайарсизм и сайарсисты». Музей Людвига в Русском музее, которая была показана в Бельгии, Германии, Италии России, США. В сотрудничестве с благотворительным центром «Мы все разные»,  Эвелины Бледанс., создает арт-проект «Отражение Любви», Малый дворец, музей-заповедник «Царицыно». Выступает, как один из руководителей творческой мастерской в рамках проекта Всероссийского форума молодежных творческих мастерских «АРТ-мастерская ХХI» при Академии Художеств. В рамках общей темы форума «Природа бинарности», показывает проект «Правда и ложь» в Галерея «Здесь на Таганке». Так же в рамках форума, как куратор и художник, готовит  выставки для Творческого Союза художников России, Центр дизайна ARTPLAY, МАУК при администрации города Владимира «Выставочный комплекс», ГБУК Калининградский областной музея изобразительных искусств, Музея Актуального Реализма, Ставропольского краевого музея изобразительных искусств. В галерея «Нагорная» выставляет проект «Домик Пушка».
2020 Становится главным куратором проекта Всероссийского форума молодежных творческих мастерских «АРТ-мастерская ХХI» при Академии Художеств. В рамках проекта также выступает, как один из руководителей творческой мастерской. Под общей темой форума «Будущее сейчас/The future is now», как куратор и художник ведет мастерскую «Будущее – как завершение гештальта». Выставки состоялись в Центре современного искусства Винзавод (Москва), Выставочном зале Санкт-Петербургского отделения ТСХР (Санкт-Петербург), Центре пропаганды изобразительного искусства (Владимир), Усадьбе Городисского (Оренбург), Ставропольском краевом музее изобразительных искусств (Ставрополь), Инновационном культурном центе (Калугая). Куратор и участник проекта «Человек из костей, плоти и крови», залы Учебного художественного музея имени И.В. Цветаева, РГГУ. Организаторы Творческий союз художников России совместно с ГМИИ им. А.С. Пушкина. Участвует в Межрегиональном  академическом исследовательском проекте «Красные ворота»/«Против течения» в рамках федерального проекта «Творческие люди» национального проекта «Культура». Передвижная выставка экспонируется в Москве, Саратове, Тольятти, Саранске, Казани, Кирове.
2021 В галерее Галерея «Файн Арт», Центре современного искусства «Винзавод», Евгений Семенов представляет свою коллекцию печатной графики на выставке «Собиратели. Коллекция Евгения Семенова» [1] [2] [3]. В честь 30-ти летия первой в СССР и России студии шелкографии «Московская студия». Участвует в фестивале современного искусства «Advent. Начало»[4] [5] [6]. Новая Третьяковка. Принимает участвует в выставке «СОВРЕМЕННОЕ РОССИЙСКОЕ ИСКУССТВО – ЯЗЫКОМ АНИМАЦИИ»[7] [8] [9] [10] [7], Мраморный дворец, Государственный Русский музей, с проектом «Церковь утилизации», Аллюзия к скульптуре Л.Сокова «Встреча двух скульптур, ил Ленин и Джакометти» (2018г).  Делает проект "Ледниковый период" для российско-американского выставочного проекта "Самое время снова запустить быструю коричневую лису… не так ли?/ It's about time to launch the quick brown fox again... isn't it?"*[11] [12] [13] [14] [15]. Всероссийский музей декоративного искусства, Москва. В «Cube.Moscow», арт-платформа современного искусства, показывает персональную выставку «Алтарь-атлас метафизический»[16], организованную совместно с арт-объединением «Art it Easy».Выступает, как один из руководителей творческой мастерской в рамках проекта Всероссийского форума молодежных творческих мастерских «АРТ-мастерская ХХI» при Академии Художеств.  Как куратор и художник ведет мастерскую «Бестиарий». Создает выставочные проекты «Вечность», «Мой настоящий дедушка». «Странно (STRAНGE), «Ментальные фигуры», «Разделяй и властвуй», «Новые Псеглавцы», «Ода к радости. Рефлексия+», «Хлеб и соль», «Кошка», «Флаги», «Часослов» с Натальей Ламановой, «Легкое поведение» с Натальей Ламановой.   Выставки были показаны в Саратовском государственном художественном музее имени А.Н.Радищева (Саратов), Национальной художественной галерее «Хазинэ» государственного музея изобразительных искусство Республики Татарстан (Казань), Многофункциональном выставочном центре Арт-квартала «Патефонка» (Коломна), Государственном геологическом музее имени В.И.Вернадского (Москва).
2022 Становится главным куратором проекта Всероссийского форума молодежных творческих мастерских «АРТ-мастерская ХХI» при Академии Художеств.  Для форума под общей темой «Утопия», в рамках мастерской «Ухрония» создает художественные высказывания: «Ангелы Безвременья. Свидетели побед»,  «Возможно ли не заметить конец света? Основные вопросы и ответы жизни», «Прозревшие эйдосы. Новости супрематизма» , «Победа. Потребительская корзина 2022», «Мертвые не умирает. Телевизор съел отца и мать», «Русская Олимпия. Патриотический иконостас». Выставки проходят в Государственном центральном музее современной истории России (Москва), Галерее современного искусства Государственного музея (Казань), Музейном центре «Площадь Мира» (Красноярск), Художественном музее УНМ ДВФУ ШИГН (Владивосток). Участвует в выставке «Корабль Тесея», Государственный институт искусствознания, Москва. Принимает участие в выставке «Союз нерушимый», к 100-летию образования СССР: 1922-2022». Музей Современной истории России. Организованной Музеем современной истории России, Творческим союзом художников России (ТСХР) и Фондом содействия развитию визуального искусства «Визарт».

## Творчество
Один из представителей московской концептуальной школы, продолжатель дискурса, начатого «московским романтическим концептуализмом» в конце 60-х годов XX века. В 1978 году он окончил МСХШ, далее учился на режиссёрском факультете ВГИКа. Первые его произведения появляются в начале 80-х годов XX века, а выставочная деятельность начинается в 1988 году, сначала в Москве, затем в Нью-Йорке. Работы художника всегда несут на себе черты личной мифологии. Он мыслит на языке знаков и символов. В контексте выбранного направления художник понимает визуальное как текст. Его творческий путь наполнен различными художественными практиками в сфере «искусства об искусстве». Это легко увязывается с его образом искусствоведа и коллекционера. Евгений Семёнов часто работает с так называемым «низким»: перешедшими в китчевое пространство известными «живописными стандартами», книжной иллюстрацией, игрушкой. В своей работе он соединяет концептуализм с фигуративной живописью. Произведения художника плотно входят в сознание при первой же встрече. В контексте «актуального искусства» его имя связано с тем, что называется «психоделическим реализмом».
Работы художника находятся в коллекциях многих музеев мира, в том числе:
- Государственная Третьяковская галерея (Москва, Россия)
- Государственный Русский музей (Санкт-Петербург, Россия)
- Государственный центр современного искусства (Москва, Россия)
- Государственный музей изобразительных искусств им. А.С. Пушкина (Москва)
- Пермский музей современного искусства (Пермь, Россия)
- Metropolitan Museum (Нью-Йорк, США)
- Коллекция Нортона и Нэнси Додж, Ратгерс университет (Нью-Брансуик, Нью-Джерси, США)
- Музей декоративно-прикладного искусства (Вена, Австрия)

## Выставки
- ОСНОВНЫЕ ПЕРСОНАЛЬНЫЕ ВЫСТАВКИ:
- 1991 АВ (совместно с М. Джутом). Stuart Levy Gallery, Нью-Йорк
- 1993 Миниатюры М. К. Соколова (совместно с С. Пахомовым). ЦДХ, Москва
- 1994 Seasons. Raum Aktueller Kunst, Вена
- 1997 Мы и другие комиксы. ЦДХ, Москва
- 1998 Семь библейских сцен. Галерея М. Гельмана, Москва
- 2000 Апокалипсис сейчас. Галерея М. Гельмана, Москва
- 2009 Живая математика. Galery Iragui, Москва
- 2009 Диктатура формы или правильные виды. VP Studio, Москва
- 2009 Русская идея и другие. АРТ-МОСКВА, Галерея Пальто, Москва
- 2011 My Privacy. ГЦСИ, Москва
- 2011 Recycling Church. ERA foundation, Москва
- 2012 Спрятанные художники. Сны Героев. Крокин галерея, Москва
- 2013 Анатомический театр. АРТ-МОСКВА (последняя)
- 2015 Научно-выставочный проект «ВОКРУГ КВАДРАТА ИЛИ В ОЖИДАНИИ ГЕРОЯ», посвященный 100-летию создания «Черного квадрата», в Музейно-выставочном комплексе Российской Академии Художеств.
- 2017 Angry Birds прилетели. Галерея «Нагорная».
- 2018 Under Ice/Рыбак без головы. Выставка, посвященная дому творчества и отдыха художников на Сенеже. Галерея Спичка, Солнечногорск.
- 2019 Жбум. Живи быстро. Умри молодым.
- 2021 Выставка из личной коллекции Евгения Семенова «Собиратели. Коллекция Евгения Семенова» [93][94][95]. В честь 30-ти летия первой в СССР и России студии шелкографии «Московская студия». Галерея «Файн Арт», Центр современного искусства «Винзавод».
- 2021 Алтарь-атлас метафизический[96], организованная совместно с арт-объединением «Art it Easy».«Cube.Moscow», арт-платформа современного искусства.

ГРУППОВЫЕ ВЫСТАВКИ:
- 1988 «Red and White. East Waze». Warsaw, Amsterdem Artists from All Soviet Republics. Central Exhibition Hall — Manege, Moscow
- 1990 Soviet Avante-Garde 1920—1980. Minsk
- 1990 International Artists Exhibition. Valga, Tallinn
- 1988—1991 Soviet Avante-Garde 1980. Aix-en-Provence, Lille
- 1990—1991 Pyramid. Soviet Art in Australia. Melborne, Adelaida
- 1993 Национальные традиции и постмодернизм. ГТГ, Москва
- 1995 Групповая выставка стипендиатов Kultur Kontakt. Вена, Австрия
- 1998 «АРТ-МОСКВА». Малый Манеж, Москва
- 1998—1999 Russia without Modern Art Museum. Kulturabteilang Baer, Leverkuzen
- 2000 «В поисках утраченной иконы». Музей Нонконформистского искусства, Санкт-Петербург
- 2000 «Динамические пары». Проект М.Гельмана, ЦВЗ Манеж, Москва
- 2000 «Искусство против географии» посвященной 10-летию Галереи Марата Гельмана, Мраморный дворец, ГРМ
- 2000—2001 «Iskusstwo 2000». «Kunst Viren Rosenhein», Germany
- 2001—2001 «Неделя Уорхола в Москве». «L-Галерея», Москва
- 2002 «АРТ-МОСКВА». ЦДХ, Москва
- 2003 «АРТ-КОНСТИТУЦИЯ». Московский Музей Современного Искусства, Москва
- 2007 «Новый Ангеларий». Московский Музей Современного Искусства, Москва
- 2008 «The Frozen Bear». «Kunsthal», Helder , Netherland
- 2008 «Водка — Медведевка». «Галерея С´Арт», Москва
- 2009 «Русский литризм». ЦДХ, Москва
- 2009 «Диктатура формы или правильные виды» совместный проект с Аркадием Насоновым. VS STUDIO Галерея Веры Погодиной.
- 2009 «Спальный район». Биеннале современного искусства, Москва
- 2009 «Бульдозерная выставка». «Крокин галерея», Москва
- 2009 «АРТ-МОСКВА». ЦДХ, Москва
- 2009 «Искусство про искусство». Государственный Русский музей, Санкт-Петербург
- 2009 «Открытки от художников». «VP Studio», Москва
- 2010 «Рождение Дарвина». Дарвиновский музей, Москва
- 2010 «Alla Gloria Militar». Air craft Gallery, Братислава
- 2010 «Арт терапия». Государственная Третьяковская галерея, Москва
- 2010 Выставка номинантов «Премии Кандинского». ЦДХ, Москва
- 2011 «Врата и двери». Государственный Русский музей, Санкт-Петербург
- 2011 «Открытки от художников». Литературный музей, Москва
- 2012 «Выставка новых поступлений». Государственный Русский музей, Санкт-Петербург
- 2012 «Скажи ка дядя». «Крокин галерея», Москва
- 2012 «Icons». Пермский музей современного искусства, Пермь
- 2012—2013 «Натюрморт — метаморфозы». Государственная Третьяковская галерея, Москва
- 2012—2013 «Украшение красивого». Государственная Третьяковская галерея, Москва
- 2012—2013 «Открытки от художников». Литературный музей, Москва
- 2013 «Icons». Центр современного искусства «Ткачи», Санкт-Петербург
- 2013 «Рождённые летать и ползать». Государственный Русский музей, Санкт-Петербург
- 2013—2014 «Открытки от художников». Литературный музей, Москва
- 2014 «Zoo». Зоологический музей, Москва
- 2014 «Детство». Открытая галерея, Москва
- 2014-2015  Масштабный арт-проект, посвящённый 100-летию Первой мировой войны – выставка «Забытая война (комментарии)»[58][59][60][61][62][63], Большое Винохранилище, Центр современного искусства ВИНЗАВОД. Организованной творческим Союзом Художников России, Академией Художеств при поддержке Министерства культуры РФ. В рамках выставки был создан объект "Дети Серебряного века".
- 2015 «Cartoon-Like»[57]. Лондон
- 2015 «Реверс Точка Азия / Reverse Point Asia»[65] ГМЗ «Царицыно» в рамках программы специальных проектов 6-й Московской международной биеннале современного искусства.
- 2015 Научно-выставочный проект «ВОКРУГКВАДРАТА ИЛИ В ОЖИДАНИИ ГЕРОЯ»[64], посвященному 100-летию создания «Черного квадрата», Музейно-выставочный комплекс Российской Академии Художеств.
- 2016 «Черный квадрата» Малевича. Современный центр искусства в Ярославле[67]
- 2016  Межрегиональный  академический исследовательский проект «Красные ворота»/«Против течения»[68] в рамках федерального проекта «Творческие люди» национального проекта «Культура»[69].
- 2017 "EVOLUTION/РЕВОЛЮШН/REVISION[70][71]. ГМЗ «Царицыно» в рамках параллельной программы[72] 7-й Московской международной биеннале современного искусства
- 2017 «Открытки от художников[73]»[74] юбилейный проект Веры Погодиной. Музей архитектуры имени А. В. Щусева.
- 2018 «Нетрафаретная печать. Московская студия шелкографии[75] 1990-е[76]»[77]. ГЦСИ «Арсенал», Нижний Новгород.
- 2019  «Сайарсизм и сайарсисты[78]»[79]. Музей Людвига в Русском музее.  Бельгии, Германии, Италии России, США.
- 2019   Арт-проект «Отражение Любви», Малый дворец, музей-заповедник «Царицыно». Организован в  сотрудничестве с благотворительным центром «Мы все разные», Эвелины Бледанс.[80]
- 2019 «Правда и ложь», Галерея «Здесь на Таганке», в рамках Всероссийского форума молодежных творческих мастерских «АРТ-мастерская ХХI» при Академии Художеств. Выставки прошли в Творческом Союзе художников России, Центре дизайна ARTPLAY, МАУК при администрации города Владимира «Выставочный комплекс», ГБУК Калининградском областном музее изобразительных искусств, Музее Актуального Реализма, Ставропольском краевом музее изобразительных искусств.
- 2019 «Домик Пушка». Галерея «Нагорная».
- 2020  «Будущее – как завершение гештальта», в рамках Всероссийского форума молодежных творческих мастерских «АРТ-мастерская ХХI» при Академии Художеств. Выставки состоялись в Центре современного искусства Винзавод (Москва), Выставочном зале Санкт-Петербургского отделения ТСХР (Санкт-Петербург), Центре пропаганды изобразительного искусства (Владимир), Усадьбе Городисского (Оренбург); Ставропольском краевом музее изобразительных искусств (Ставрополь), Инновационном культурном центе (Калуга).
- 2020 «Невская кружевница» Совместно с Анастасией Слесарь. Представленные произведения появились на свет в рамках творческого задания: «Создай свой коронавирус».
- 2020  «Человек из костей, плоти и крови»[81][82][83][84], залы Учебного художественного музея имени И.В. Цветаева, РГГУ. Организаторы Творческий союз художников России совместно с ГМИИ им. А.С. Пушкина
- 2020 «Новоизбранные святые» Совместно с Михаилом Джутом. Выставка посвящена русскому художнику Вячеславу Колейчуку.
- 2021 Фестивале современного искусства «Advent. Начало»[97][98][99]. Новая Третьяковка.
- 2021 «СОВРЕМЕННОЕ РОССИЙСКОЕ ИСКУССТВО – ЯЗЫКОМ АНИМАЦИИ»[100][100][101][102][103], Мраморный дворец, Государственный Русский музей. Проект «Церковь утилизации», Аллюзия к скульптуре Л.Сокова «Встреча двух скульптур, ил Ленин и Джакометти» (2018г)
- 2021 Российско-американский выставочный проект "Самое время снова запустить быструю коричневую лису… не так ли?/ It's about time to launch the quick brown fox again... isn't it?"*[104][105][106][107][108].  Всероссийский музей декоративного искусства, Москва.
- 2021 «Бестиарий 2021», в рамках Всероссийского форума молодежных творческих мастерских «АРТ-мастерская ХХI» при Академии Художеств.  Выставки прошли в Саратовском государственном художественном  музее имени А.Н.Радищева (Саратов), Национальной художественной галерее «Хазинэ» государственного музея изобразительных искусство Республики Татарстан  (Казань), Многофункциональном выставочном центре Арт-квартала «Патефонка» (Коломна), Государственном геологическом музее имени В.И.Вернадского (Москва).
- 2022 «Корабль Тесея»[85], Государственный институт искусствознания, Москва.
- 2022 «Ангелы Безвременья. Свидетели побед»,  «Возможно ли не заметить конец света? Основные вопросы и ответы жизни», «Прозревшие эйдосы. Новости супрематизма» , «Победа. Потребительская корзина 2022», «Мертвые не умирает. Телевизор съел отца и мать», «Русская Олимпия. Патриотический иконостас», в рамках мастерской «Ухрония» Всероссийского форума молодежных творческих мастерских «АРТ-мастерская ХХI» при Академии Художеств. Выставки прошли в Государственном центральном музее современной истории России (Москва), Галерее современного искусства Государственного музея (Казань), Музейном центре «Площадь Мира» (Красноярск), Художественном музее УНМ ДВФУ ШИГН (Владивосток).
- 2022 «Союз нерушимый», к 100-летию образования СССР: 1922-2022»[86][87][88][89][90][91].[92] Музей Современной истории России. Организованна Музеем современной истории России, Творческим союзом художников России (ТСХР) и Фондом содействия развитию визуального искусства «Визарт».

## Авторские проекты
https://web.archive.org/web/20171119111201/http://e-semyonov.ru/projects.php